# رین اوکاموتو
رین اوکاموتو (انگلیسی: Lynn Okamoto؛ زاده ) یک مانگاکا اهل ژاپن و یکی از کارکنان سابق شرکت ژاپنی عروسک‌سازی باندای است. از معروف‌ترین آثار او می‌توان به مجموعه مانگای الفن لید اشاره کرد، که بر اساس آن یک سری انیمهٔ ۱۳ قسمتی نیز ساخته شده‌است.